# Хуигальпа
Хуига́льпа (исп. Juigalpa) — город и муниципалитет в Никарагуа, административный центр департамента Чонталес.

## История
Хуигальпа была основана в 1668 году, 11 июня 1877 года стала столицей департамента. Получила статус города 27 января 1879 года.

## Географическое положение
Расположен в центральной части страны, приблизительно в 140 км к востоку от столицы страны, города Манагуа. Находится в долине в небольшом горном хребте Амеррике. Площадь составляет 727 км².

## Население
По данным на 2013 год численность населения города составляет 46 394 человека.
Динамика численности населения города по годам:
| 1971  | 1995   | 2000   | 2005   | 2013   |
| ----- | ------ | ------ | ------ | ------ |
| 8 772 | 36 999 | 45 359 | 42 763 | 46 394 |

## Города-побратимы
- Лейден, Нидерланды